# Canções com Raulzito
Canções com Raulzito é um álbum tributo do cantor Leno com canções compostas em parceira com Raul Seixas (à época creditado como Raulzito) que foram gravadas pelo Leno em sua discografia. Muitas das músicas são inéditas, como "Uma Pedra no seu Caminho", "O Mundo dá Muitas Voltas" e "Quatro Paredes".
O álbum foi lançado em 2010 por um selo independente.

## Faixas
| N.º | Título                                   | Compositor(es)            | Duração |  |
| 1.  | "Uma Pedra No Seu Caminho"               | Raulzito / Leno           |         |  |
| 2.  | "Johnny Mccartney"                       | Leno / Raulzito           |         |  |
| 3.  | "O Mundo Dá Muitas Voltas"               | Raulzito / Leno           |         |  |
| 4.  | "Bis"                                    | Raulzito / Leno           |         |  |
| 5.  | "Lady, Baby"                             | Carlos Augusto / Raulzito |         |  |
| 6.  | "Sentado no Arco-íris"                   | Leno / Raulzito           |         |  |
| 7.  | "Quatro Paredes"                         | Raulzito / Leno           |         |  |
| 8.  | "Um Drink Ou Dois"                       | Raulzito / Mauro Motta    |         |  |
| 9.  | "Deus É Quem Sabe"                       | Raulzito                  |         |  |
| 10. | "Objeto Voador"                          | Raulzito                  |         |  |
| 11. | "Convite Para Ângela"                    | Raulzito / Leno           |         |  |
| 12. | "Se Eu Sou Feliz, Porque Estou Chorando" | Raulzito / Leno           |         |  |
| 13. | "Sha-la-la (Quando Eu Te Adoro)"         | Raulzito                  |         |  |
| 14. | "Sr. Imposto De Renda"                   | Leno / Raulzito           |         |  |